# 大金球場
大金球場（英語：Daikin Park）是一座位於美國德克薩斯州休士頓的棒球場，是美國職棒大聯盟（MLB）休士頓太空人隊的主場。啟用於2000年。原名安隆球場，後改名為太空人球場和美粒果公園球場。1995年太空人球團啟動新球場的建造。安隆集團能源公司提供金援協助球場的建造，條件是球團把球場蓋在休士頓市區。這座主場在2000年啟用後名為「Enron Field」，當時球團與安隆公司簽下一份為期30年、價值1億美元的協議，但安隆公司在2002年3月破產，球場改名為太空人球場（Astros Field）。2002年6月，可口可樂公司以每年約600萬美元取得太空人隊球場的冠名權，並以旗下世界銷量最大的果汁品牌「美粒果（Minute Maid） 」命名，簽約時間長達28年。大金工業株式會社的美國子公司 (DNA) 取得休士頓太空人隊主場球場的命名權，合約為期 15 年到2039年賽季。於2025年1月1日正式更名爲大金球場。為第一次有日本企業取得大聯盟主場的冠名權。
球場是為了取代年久失修無法符合建築法規，1965年啟用的首座穹頂棒球/橄欖球場－太空巨蛋球場而建造的。新球場的屋頂可收展，可容納41,168人，其中包括5,197個俱樂部座位和63個豪華包廂，並擁有天然草坪場地。球場的原址為休士頓聯合車站，車站於1974年停止服務。球場的建築設計巧妙地保留了車站的舊建築，並作為入口用。

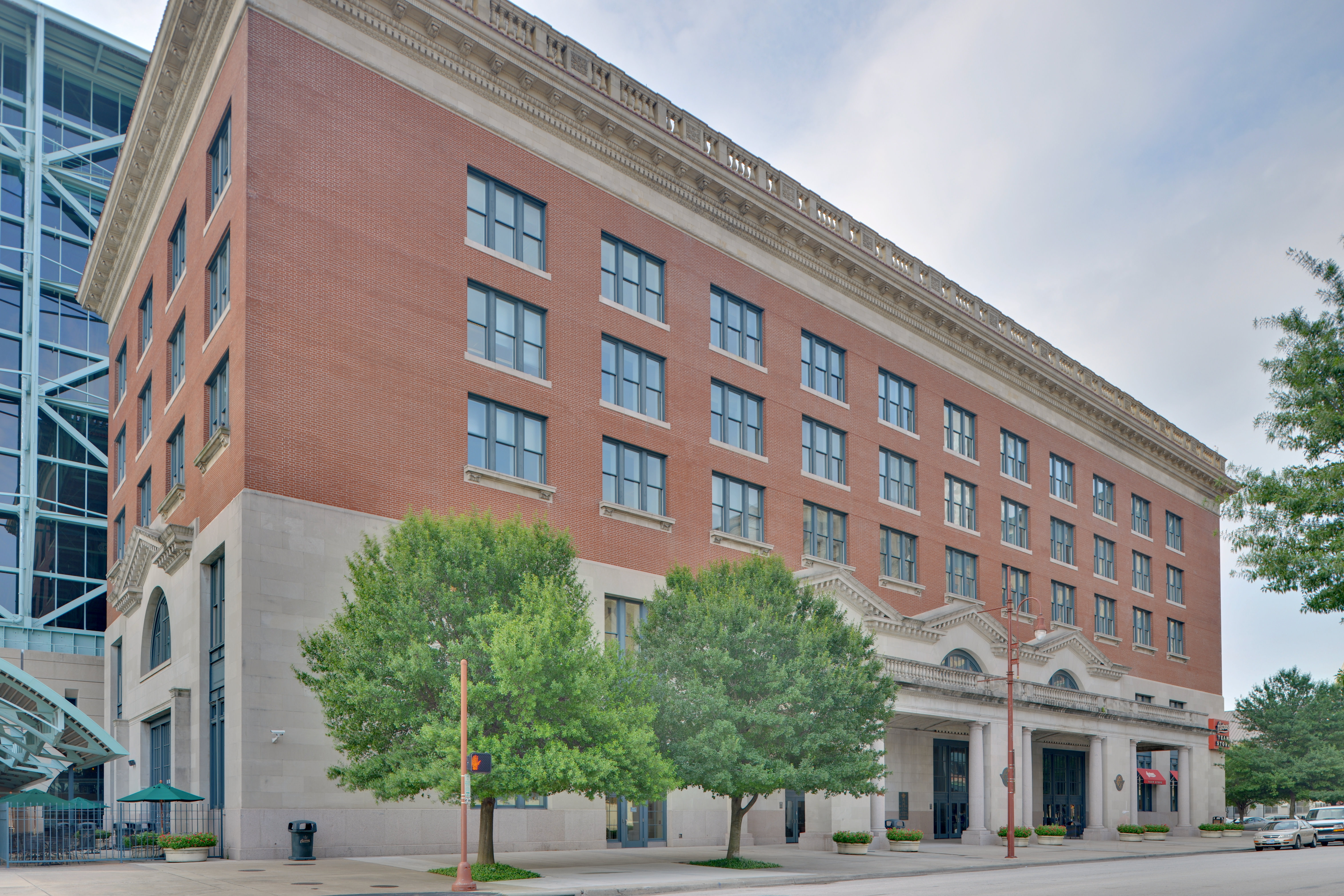
原休士頓聯合車站，現為球場建築的一部分

## Crawford Boxes
此為美粒果球場左外野上方的座位區，由於底下是車站舊址，在不拆除舊車站的情況下，太空人直接在車站上方建造觀眾席。

## Tal's Hill
此為美粒果球場之前最大特色之一，位於中外野，寬90呎且傾斜30度，上插有一旗桿(2003年李奇·塞克森曾擊中過，但從未規定打到旗桿如何判決)，最尾端全壘打牆距本壘436呎，導致此球場成為最難擊出全壘打的場地之一，歷來不少全壘打在此被沒收，Tal's Hill已在2016年移除。

## 外部連結
- Stadium site on astros.com （页面存档备份，存于）
- Minute Maid Park Seating Chart （页面存档备份，存于）
- Levine, Zachary. "Astros looking at the bigger picture （页面存档备份，存于）." Houston Chronicle. October 8, 2010.